# Мацудайра, Ёринага
Граф Мацудайра Ёринага (яп. 松平頼寿, 10 декабря 1874 года — 13 сентября 1944 года) — японский аристократ и политический деятель конца периода Мэйдзи и начала периода Сёва, 6-й председатель палаты пэров в парламенте Японии (1937—1944).

## Биография
Восьмой сын Мацудайры Ёритоси (1834—1903), 11-го даймё Такамацу-хана (1861—1871) и 11-го главы рода Такамацу Мацудайра (1861—1903). Его матерью была Тиёко (1846—1927), вторая дочь министра Ии Наосукэ (1815—1860), даймё Хиконэ-хана и тайро сёгуната.
Мацудайра Ёринага был женат на Акико, дочери Токугава Акитакэ (1853—1910), последнего даймё Мито-хана (1868—1871) и 11-го главы рода Мито Токугава (1868—1883).
Учился в дворянской школе Гакусюин в Токио, затем при спонсорской поддержке Окума Сигэнобу окончил юридический факультет университета Васэда.
В 1903 году после смерти своего отца Мацудайра Ёринага унаследовал титул графа (яп. 伯爵 хакусяку) и стал новым главой рода Такамацу Мацудайра. В 1909 году он стал членом палаты пэров, в которой работал ежегодно (перерыв в 1911—1914 годах) до своей смерти.
Будучи убежденным сторонником образования, он пожертвовал крупную собственность в центре Токио на строительство школы Хонго Гакуин.
В 1933 году граф Мацудайра Ёринага был избран вице-председателем палаты пэров. В 1937 году, когда Фумимаро Коноэ был назначен премьер-министром Японии, он стал председателем палаты пэров в японском парламенте.
В сентябре 1944 году 69-летний Мацудайра Ёринага скончался на своём рабочем месте. Был посмертно награждён Орденом Восходящего Солнца 1 класса. Его похоронили на кладбище Янака в Токио.
Мацудайра Ёринага был известен как коллекционер миниатюрных бонсай и являлся почётным президентом ассоциации Кофуку Бонсай. Его коллекция достигала тысячи образцов, но многие из них были уничтожены после его смерти во время Второй Мировой войны. Около двух сотен экземпляров бонсай были сохранены его вдовой, которая в 1953 году написала статью «Handbook on Dwarf Potted Trees» («Справочник о карликовых деревьях в горшках»), изданную Бруклинским ботаническим садом. В 1975 году вдова Акико Мацудайра опубликовала книгу на японском языке «Matsudaira Mame Bonsai Collection Album».